# Стејтам (Џорџија)
Стејтам (Џорџија) (енгл. Statham) град је у америчкој савезној држави Џорџија. По попису становништва из 2010. у њему је живело 2.408 становника.

## Демографија
Према попису становништва из 2010. у граду је живело 2.408 становника, што је 368 (18,0%) становника више него 2000. године.
| Група             | 2000.         | 2010.         |
| Белци             | 1.652 (81,0%) | 1.624 (67,4%) |
| Афроамериканци    | 299 (14,7%)   | 401 (16,7%)   |
| Азијати           | 10 (0,5%)     | 29 (1,2%)     |
| Хиспаноамериканци | 47 (2,3%)     | 303 (12,6%)   |
| Укупно            | 2.040         | 2.408         |